# Undeva unde doar noi știm
Undeva unde doar noi știm (în chineză: 有一个地方只有我们知道; pinyin: Yǒu Yīgè Dìfāng Zhǐyǒu Wǒmen Zhīdào) este o dramă romantică chinezească din 2015 film regizat de Xu Jinglei. Filmările au avut loc în Praga, Republica Cehă. Filmul a fost lansat pe 10 februarie，2015.

## Rezumat
Jin Tian (Wang Likun) este o femeie tânără, care recent a fost părăsită de logodnicul ei și și-a pierdut bunica, Chen Lanxin (Xu Jinglei). Simțindu-și inima frântă, ea se înscrie într-un curs de limbă în străinătate și călătorește la Praga pentru o schimbare de ritm, orașul în care bunica ei, și-a petrecut câțiva ani din viață. În lucrurile bunicii ei, ea găsește o scrisoare din 1970, scrisă de Josef Novak, iubitul din trecut al bunicii.
În Praga, Jin Tian îl întâlnește pe Peng Zeyang (Kris Wu), un tânăr tată singur, care locuiește cu fiica și mama bipolară. Cei doi dezvolta o atracție reciprocă în timpul călătoriei lor în căutarea pentru Josef Novak.

## Distribuție
- Kris Wu ca Peng Zeyang
- Wang Likun ca Jin Tian
- Xu Jinglei ca Chen Lanxin
- Gordon Alexander ca Josef Novak
- Cong Shan ca Zeyang Mama lui
- Sophia Cai Shuya ca Ni Ni, Zeyang fiica lui
- Juck ca Zhang Luo Ji
- Re Yizha ca Shanshan

## Producție
Filmările au început în iunie 2014, în Praga și s-a încheiat în August 2014.

## Box office
În China continentală, filmul a avut incasari de$37.81 milioane de euro în primele șase zile a debutat pe Locul 1 la box-office.